# Luke Roberts (Schauspieler)

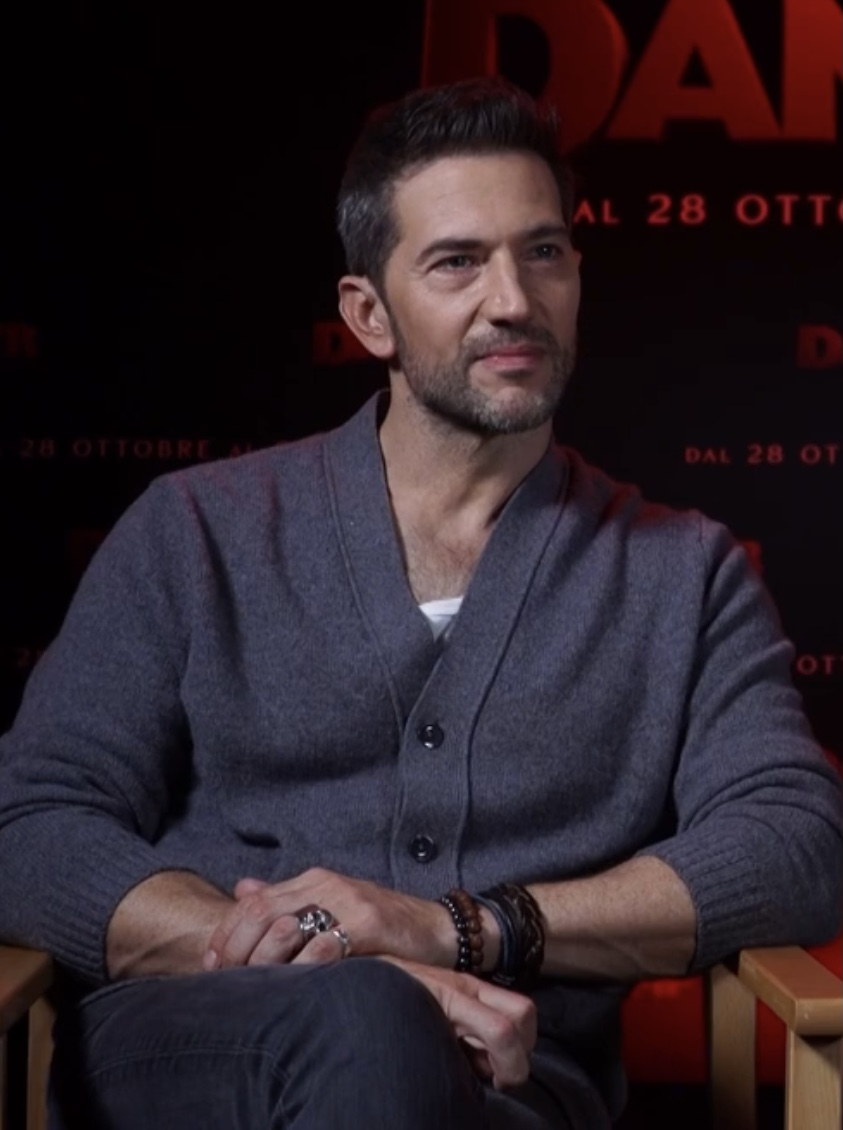
Luke roberts 2022

Luke John Roberts (* 1977 in Suffolk, England) ist ein britischer Schauspieler und Synchronsprecher.

## Leben
Im deutschsprachigen Raum ist er hauptsächlich durch seine wiederkehrenden Rollen in Serien wie Taxi Brooklyn bekannt. Des Weiteren war er in zwei Staffeln der Serie Black Sails als Gouverneur Woodes Rogers zu sehen, wie auch als Ser Arthur Dayne in der Serie Game of Thrones und war einer der Hauptdarsteller der britischen Serie Mile High. Seit 2017 hat er die Hauptrolle in der durch die RTL Group koproduzierten Fernsehserie Ransom inne.
Roberts gab dem Protagonisten James Sunderland in dem im Oktober 2024 veröffentlichten Silent Hill 2-Remake seine Stimme und lieh mittels Motion Capture dem Charakter sein Aussehen und Bewegung.

## Filmografie (Auswahl)
- 2001: Band of Brothers – Wir waren wie Brüder (Band of Brothers, Fernsehserie, Episode 1×05)
- 2004–2005: Mile High (Fernsehserie, 17 Episoden)
- 2005: Ambition
- 2005–2011: Holby City (Fernsehserie, 217 Episoden)
- 2006: Uncle Max (Fernsehserie, Episode 1×07)
- 2011: Pirates of the Caribbean – Fremde Gezeiten (Pirates of the Caribbean: On Stranger Tides)
- 2011: Law & Order: UK (Fernsehserie, Episode 6×07)
- 2013: Dracula – Prince of Darkness
- 2013: Reign (Fernsehserie, 2 Episoden)
- 2013: All American Christmas Carol
- 2014: 300: Rise of an Empire
- 2014: Taxi Brooklyn (Fernsehserie, 5 Episoden)
- 2015: Wölfe (Wolf Hall, Fernsehserie, 5 Episoden)
- 2016: Game of Thrones (Fernsehserie, Episode 6×03)
- 2016–2017: Black Sails (Fernsehserie, 20 Episoden)
- 2017: Ransom (Fernsehserie, 13 Episoden)
- 2022: Guillermo del Toro’s Cabinet of Curiosities (Fernsehserie, Folge 1x03)